# Shunroku Hata
Pour les articles homonymes, voir Hata.
Shunroku Hata (畑 俊六, Hata Shunroku, 26 juillet 1879 - 10 mai 1962) est un général japonais qui a servi notamment durant la Seconde Guerre mondiale. 
C’est en 1900 que le jeune Hata entre dans l’ École des officiers de l'Armée impériale japonaise, et en 1910 qu’il sort premier de sa promotion de l’ École supérieure de l’armée de terre, non sans avoir été blessé au cours de la guerre russo-japonaise de 1905. En mai 1939, il devient aide de camp en chef de l'empereur Showa, jusqu'à sa nomination en août de la même année comme ministre des Armées de terre, fonction qu'il occupera jusqu'en juillet 1940 , sans pouvoir enrayer la fuite en avant du pouvoir militaire en faveur de la stratégie belliciste des pays de l’Axe. 
De 1942 à 1944, il est commandant de l'armée d'occupation japonaise en Chine. C'est notamment sous ses ordres qu'eut lieu à l'été 1942 l'extermination d'environ 250 000 civils des provinces du Zhejiang et du Jiangxi (PBS Perilous Flight) et,
en mai 1943, le massacre de Changjiao.
En 1944, il devient commandant de la deuxième armée générale qui doit veiller à la protection de l'ouest du Japon et dont le QG est à Hiroshima. Après la guerre, en 1948, il est condamné par le Tribunal de Tokyo à la prison à perpétuité pour crimes de guerre. Libéré avec ses pairs en 1955 par le gouvernement d'Ichiro Hatoyama, il est mort en 1962.